# 群馬県立富岡実業高等学校
群馬県立富岡実業高等学校（ぐんまけんりつ とみおかじつぎょうこうとうがっこう）は、群馬県富岡市にある県立農業高等学校。
2020年度（令和２年度）現在の定員は設置されている地域産業科、食品製造、電子機械科れぞれ40人ずつ（計120人）。
入学時はくくり募集（科が決まっていない状態）、1年次のうちに自分が進みたい科を選択する。学科ごとにクラスがまとまっており、二年間クラスのメンバーが一緒である。
学校の面積がとても広く、畑などの農業に関する場所がとても多くある。農業の分野で畜産があるが、学校でウシやニワトリ、ブタなどを飼っているが、その世話などをしているのは地域産業科の生徒だけである。
また地域貢献等の活動も盛んに行われており、富岡市産業祭などのイベントにて地域産業科の生徒達による花などの作物の販売や電子機械科の生徒によるこま作り体験や、生徒によって製作された電気自動車への試乗体験もできることがある
近年では富岡実業高等学校の部活動は全般的にすばらしい活躍をしているが、中でも写真部、レスリング部の大会等の成績は全国規模の大会等へ出場しており数多くの賞へ入っている

## 歴史
- 1926年 - 北甘楽郡小幡町に実業補習学校農学部として設立
- 1944年 - 現在地に移転
- 1948年 - 組合立（23町村）より県立移管
- 1950年 - 群馬県立甘楽農業高等学校と校名変更
- 1968年 - 園芸科新設
- 1969年 - 生活科新設
- 1983年 - 食品工業科新設
- 1986年 - 電子機械科新設、それと共に群馬県立富岡実業高等学校と校名変更
- 1991年 - 生活科を生活科学科と科名変更
- 2001年 - 農業系3学科及び工業系1学科に学科改編
- 2015年４月学科改編により、くくり募集３学級の導入と地域産業科の設置・新制服制定
- 2016年１１月創立９０周年式典挙行沿革

## 学科
- 電子機械科
- 生物生産科
- 地域産業科

## 設置学科の主な専門科目
生物生産科　　作物、野菜、畜産、草花　等
地域産業科　　食品製造、食品化学、微生物応用、生物活用　等
電子機械科　　機械工作、機械設計、電気基礎、コンピュータシステム技術　等

## 校訓
礼節　勤勉　友愛

## 最寄駅
- 上州富岡駅（上信電鉄・上信線）
- 東富岡駅（上信電鉄・上信線）
位置的に東富岡駅と上州富岡駅の間あたりに学校が存在するため、電車を利用する生徒はどちらか一方に偏ることがないようだ（定期券の値段も上州富岡と東富岡の値段は一緒である）。